# Pes varus
Pes varus bezeichnet eine Abknickung des Fußes im Sprunggelenk nach innen (Varusstellung). Sie ist beim Dackel eine angeborene Wachstumsstörung, bei der es zu einem exzentrischen medialen (innenseitigen) Schluss der distalen Epiphysenfuge des Schienbeins kommt.
Eine Behandlung ist nur notwendig, wenn die Gliedmaßenfehlstellung zu einer Lahmheit führt. In diesem Fall ist eine Korrektur-Osteotomie mit anschließender Platten-Osteosynthese angezeigt.